# ألغانكوئين (إلينوي)
ألغانكوئين (بالإنجليزية: Algonquin)‏ هي منطقة سكنية تقع في الولايات المتحدة في إلينوي. يقدر عدد سكانها بـ 30,046 نسمة .

## الموقع الجغرافي
الموقع الجغرافي للمناطق المحيطة بهذه النقطة هو كالتالي:

## أعلام
- تريزا شواجل